# Mały Opalony Wierch
Die Mały Opalony Wierch ist ein Berg in der polnischen Westtatra mit 1448 Metern Höhe. 

## Lage und Umgebung
Die Mały Opalony Wierch liegt in der Gemeinde Kościelisko. Der Gipfel liegt zwischen den Tälern Dolina Dudowa und Dolina Huciańska.

## Tourismus
Die Mały Opalony Wierch ist für Wanderer nicht zugänglich. Als Ausgangspunkt für eine Besteigung der umliegenden Bergpässe aus den Tälern eignen sich die Ornak-Hütte und die Chochołowska-Hütte.

## Belege
- Zofia Radwańska-Paryska, Witold Henryk Paryski, Wielka encyklopedia tatrzańska, Poronin, Wyd. Górskie, 2004, ISBN 83-7104-009-1.
- Tatry Wysokie słowackie i polskie. Mapa turystyczna 1:25.000, Warszawa, 2005/06, Polkart, ISBN 83-87873-26-8.